# Seefahrt
Unter Seefahrt versteht man das Befahren von Ozeanen und Meeren mit Schiffen und Booten. Der Überbegriff ist Schifffahrt.

## Geschichte
Die Seefahrt zählt zu den ältesten Tätigkeiten des Menschen. Bereits gegen Ende der Altsteinzeit besiedelten die ersten Seefahrer Australien. Seefahrervölker besiedelten zahlreiche Inseln, insbesondere im Pazifik. Nach neueren Erkenntnissen erfolgte auch die Besiedlung Amerikas entlang der Westküste durch Seefahrer. In der Bronzezeit entstand im östlichen Mittelmeerraum die erste Seeschifffahrt.
Das Leben an Bord war und ist teilweise noch von Hierarchie, Gehorsam und Verantwortung bestimmt. Lange Zeit war der Kapitän Master next God und vielfach Herr über Leben und Tod. Noch immer ist der Kapitän derjenige an Bord, der die Gesamtverantwortung trägt und besondere Befugnisse hat, die über andere Fahrzeugführer im Land- oder Luftverkehr hinausgehen. Die Besatzung selbst ist seit der Antike militärartig gegliedert. Die Unterscheidung zwischen Offizieren und Mannschaften war strikt und besteht – in abgeschwächter Form – noch. Allerdings hat die massive Technisierung und Rationalisierung im 20. Jahrhundert erhebliche Veränderungen mit sich gebracht. Die Schiffsbesatzungen wurden erheblich kleiner. Seeleute (Matrosen) müssen stärker in verschiedene Richtungen qualifiziert sein und in besonderem Maß neben der klassischen nautischen Kompetenz technische Kompetenz besitzen. Das Leben an Bord ist zwar komfortabler als früher, dafür sind Liegezeiten in den Häfen sehr kurz geworden.

## Teilbereiche
Die Seefahrt kann nach Einsatzzwecken unterteilt werden in
1. kommerzielle Seefahrt
  1. Handelsschifffahrt
  2. Passagierschifffahrt
  3. Fährschifffahrt
  4. Hochseefischerei
2. militärische Schifffahrt (siehe auch Marine)
3. Piraterie (Kaperfahrt)
4. Forschungsschifffahrt
5. Sportschifffahrt

## Seefahrt in der Dichtung
Bedeutende Dichter der Seefahrt sind Homer, Joseph Conrad und Herman Melville. In Deutschland ist Gorch Fock zu nennen.